# Florestan 1. af Monaco
Florestan 1. (10. oktober 1785 i Paris – 20. juni 1856) var fyrste af Monaco fra 1841 til 1856.
Han var den anden søn af fyrst Honoré IV og Louise d'Aumont Mazarin og efterfulgte sin ældre bror, Honoré V, på tronen.